# سبت القضاة (وشحة)

تعديل مصدري - تعديل

سبت القضاة هي إحدى قرى عزلة ضاعن بمديرية وشحة التابعة لمحافظة حجة، بلغ تعداد سكانها 241 نسمة حسب تعداد اليمن لعام 2004.